# Novaja gazeta

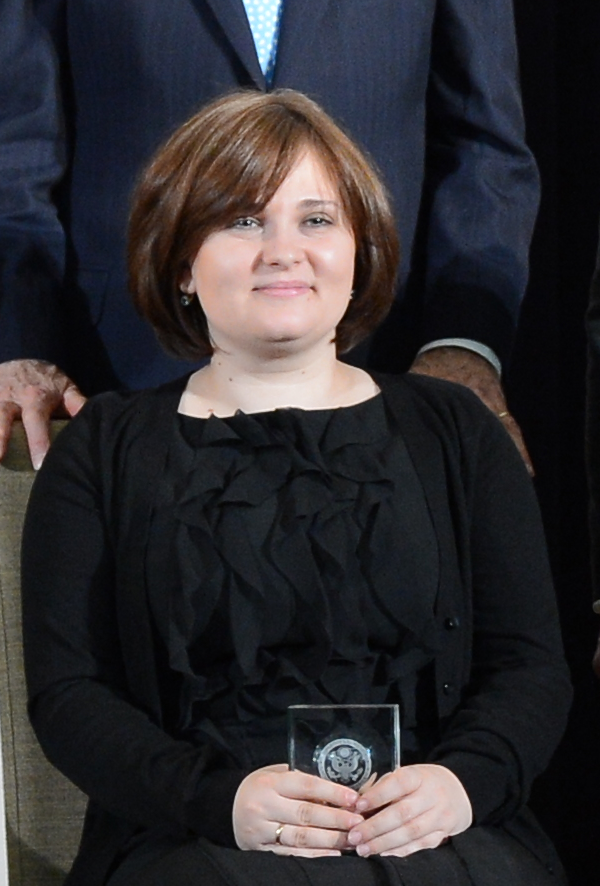
Jelena Valerijevna Milašinová, novinářka deníku Novaja gazeta

Novaja gazeta (rusky Новая газета) jsou ruské liberální a opoziční noviny. Dlouholetým šéfredaktorem novin je Dmitrij Muratov, kterému byla v roce 2021 udělena Nobelova cena za mír. Koncem března 2022 noviny pozastavily svou činnost do ukončení ruské invaze na Ukrajinu po tom, co obdržely druhé varování od ruského cenzurního orgánu Roskomnadzor. Nedlouho po tom, začátkem dubna 2022, část novinářů novin, která Rusko od začátku invaze opustila, spustila v lotyšské Rize internetový zpravodajský portál Novaja gazeta Europe, který je tak mimo dosah ruské cenzury.

## Historie
Novaja Gazeta vznikla tak, že skupina 46 redaktorů v roce 1993 odešla z deníku Komsomolskaja pravda, ze kterého se staly populární noviny pro široké masy, a založila si vlastní deník. Redakce sídlí v Moskvě. Novaja gazeta začala vycházet 1. dubna 1993 a kromě internetového webu vychází i v tištěné podobě třikrát týdně v nákladu zhruba 200 tisíc výtisků. Noviny vycházejí v deseti velkých ruských městech a kromě toho mají tři zahraniční vydání, v Izraeli, Německu a Kazachstánu. Jeho šéfredaktorem byl do roku 2017 Dmitrij Andrejevič Muratov (rusky Дмитрий Андреевич Муратов), který i nadále zůstává ve vedení redakce. O posledním roce jeho šéfredaktorování vznikl dokumentární film Novaja, který byl roku 2019 uveden na festivalu Jeden svět. V roce 2021 byla Muratovi spolu s filipínskou novinářkou Marií Ressa udělena Nobelova cena za mír.
Po začátku ruské invaze na Ukrajinu noviny toto téma bohatě pokrývaly, včetně informací z Ruskem okupovaných území. 4. března 2022 redakce obdržela varování od ruského cenzurního orgánu Roskomnadzor a byla nucena smazat některé články a omezit zpravodajství o invazi. O tři týdny později, 28. března 2022 noviny pozastavily svou činnost do ukončení invaze po tom, co obdržely druhé varování od Roskomnadzoru.
Již 7. dubna 2022 však část novinářů listu, která Rusko od začátku invaze opustila, spustila v lotyšské Rize internetový zpravodajský portál Novaja gazeta Europe, který je tak mimo dosah ruské cenzury.

### Vlastnická struktura
Nezávislost novin zajišťuje výhradní financování ze soukromých zdrojů. Významný spoluvlastnický podíl v nich mají Michail Gorbačov (10 %) a Alexandr Lebeděv (14 %), zbytek akcií patří členům redakce. Gorbačov pro rozvoj novin využil část finanční odměny spojené s Nobelovou cenou za mír.

### Role ruského opozičního média
Noviny byly během své existence vystaveny řadě represivních opatření, prošly deseti prověrkami státních úřadů a čelily stovce soudních pří, z nichž většinu vyhrály. Od založení novin bylo zavražděno šest jejich novinářů, či spolupracovníků - Anna Politkovská (zastřelena v Moskvě roku 2006), Anastasija Baburova, Natalja Estěmirovová, Igor Domnikov, Stas Markelov či Jurij Ščekočichin.
V letech 2015–2017 bylo opakovaně vyhrožováno smrtí Jeleně Valerijevně Milašinové (rusky Елена Валерьевна Милашина), jedné z dalších novinářek deníku, poté co uveřejnila zprávy, týkající se jak vynucených sňatků, tak i postavení a pronásledování homosexuálů v Čečensku za vlády prezidenta Ramzana Kadyrova. Již v roce 2012 byla za svoje články o porušování lidských práv na Kavkaze v Moskvě brutálně zbita.
V roce 2017 bylo také usneseno Evropským soudem pro lidská práva (ESLP), že Ruská federace musí zaplatit finanční odškodné deníku Novaja gazeta za omezování svobody projevu, když musel dle rozhodnutí moskevského soudu v roce 2005 zaplatit za uveřejněné zprávy o havárii ruské jaderné ponorky K-141 Kursk uloženou pokutu.

## Citáty o státním dozoru nad médii v Rusku
V roce 2014 byly noviny Novaja Gazeta uváděny jako jeden z mnoha možných kandidátů na Nobelovu cenu míru. Na adresu Roskomnadzoru, státního úřadu pro kontrolu ruských médií, uvedl Vitalij Jaroševskij (rus. Виталий Ярошевский), novinář deníku Novaja Gazeta, v roce 2014 následující:
| „                                                    | "Hlídá nás Roskomnadzor neboli výbor pro komunikaci a masmédia, kterému stačí dvě varování, aby nás pohnal před soud a klidně i zavřel. Zbavit se v Rusku novin není těžké. Nicméně řeknu vám tvrdou, ale pravdivou věc: nejúčinnější cenzurou je vražda. Jen v naší redakci je takových případů několik." | “ |
| — Vitalij Jaroševskij, In: LN - 2014-05-14 (on-line) | |   |

## Ocenění
- Henri Nannen Prize (2007)
- Four Freedoms Award (2010)
- Freedom Award of Politiken (2014)